# قهرمانان (فیلم ۲۰۰۸)
قهرمانان (به انگلیسی: Heroes) فیلمی محصول سال ۲۰۰۸ و به کارگردانی سمیر کارنیک است. در این فیلم بازیگرانی همچون میتون چاکرابورتی، سانی دیول، سلمان خان، بابی دیول، پریتی زینتا، سهیل خان، واتسال شتس، دینو مورئا، آمریتا ارورا، ریا سن، موهنیش باهل ایفای نقش کرده‌اند.